# Presečno (Słowenia)
Presečno – wieś w Słowenii, w gminie Dobje. W 2018 roku liczyła 95 mieszkańców.